# Liljencrantz
Liljencrantz är en svensk adlig ätt som upphöjts till grevlig och friherrlig rang.
Stamfader för ätten är järnkrämaren i Stockholm Sven Andersson Westerman. Hans son med Catharina Weilman, Anders Svensson Westerman, var gift med Maria Christina Gyllenkrook, dotter till assessor Anders Gyllenkrook och Beata Wallenstierna. Deras båda söner, på såväl fädernet som mödernet härstammande från ärkebiskoparna Abraham Angermannus och Laurentius Petri Nericius samt Vasaätten, bröderna landshövding Sven Westerman och riksrådet Johan Westerman 20 januari 1768 adlades med namnet Liljencrantz.
Sven Liljencrantz upphöjdes 19 augusti 1777 till friherre på nummer 297. I sitt första äktenskap med Agneta Maria Transköld fick han tre barn, men sönerna avled barnlösa.
Riksrådet friherre Johan Liljencrantz upphöjdes 1777 till friherre på nummer 297 och 1812 till grevlig värdighet på nummer 120. Den grevliga värdigheten fick han enligt 1809 års regeringsform, varmed endast huvudmannen är greve. Han var första gången gift med sin brors svägerska Ottiliana Wilhelmina Transköld, dotter till kammarherren Conrad Ludvig Transköld och Anna Elisabeth Gripenstierna. Alla hans barn är i detta gifte. Den enda dottern gifte sig Tornérhielm. Äldste sonen Johan Wilhelm Liljencrantz var landshövding i Västerås län och blev greve vid faderns död. Hans första hustru var Johanna Beata von Engeström, vars mor var en Ihre. Från dessa makar härstammar den äldre grenen.

## Personer ur ätten (i urval)
Kronologisk ordning:
- Sven Liljencrantz (1727–1797) lagman, hovrättsråd och "titulärlandshövding"
- Johan Liljencrantz (1730–1815) Gustav III:s "finansminister"
- Johan Wilhelm Liljencrantz (1768–1816), landshövding
- Gustaf Fredrik Liljencrantz (1801–1869), landshövding, kammarherre, hovmarskalk
- Johan Liljencrantz den yngre (1835–1870), politiker
- Ludvig Liljencrantz (1838–1920), militär
- Edvard Liljencrantz (1849–1923), militär